# Provas de identidades trigonométricas
As principais identidades trigonométricas entre funções trigonométricas são provadas, usando principalmente a geometria do triângulo retângulo. Para ângulos maiores e negativos ver funções trigonométricas.

## Identidades trigonométricas elementares

### Definições

Funções trigonométricas especificam as relações entre comprimentos laterais e ângulos internos de um triângulo retângulo. Por exemplo, o seno do ângulo θ é definido como sendo o comprimento do lado oposto dividido pelo comprimento da hipotenusa.

As seis funções trigonométricas são definidas para todo número real, exceto, para algumas delas, para ângulos que diferem de 0 por um múltiplo do ângulo reto (90°). Referindo-se ao diagrama na direita, as seis funções trigonométricas de θ são, para ângulos menores que o ângulo reto:
{\displaystyle \sin(\theta )={\frac {\mathrm {opposite} }{\mathrm {hypotenuse} }}={\frac {a}{h}}}
{\displaystyle \cos(\theta )={\frac {\mathrm {adjacent} }{\mathrm {hypotenuse} }}={\frac {b}{h}}}
{\displaystyle \tan(\theta )={\frac {\mathrm {opposite} }{\mathrm {adjacent} }}={\frac {a}{b}}}
{\displaystyle \cot(\theta )={\frac {\mathrm {adjacent} }{\mathrm {opposite} }}={\frac {b}{a}}}
{\displaystyle \sec(\theta )={\frac {\mathrm {hypotenuse} }{\mathrm {adjacent} }}={\frac {h}{b}}}
{\displaystyle \csc(\theta )={\frac {\mathrm {hypotenuse} }{\mathrm {opposite} }}={\frac {h}{a}}}

### Identidades de proporção
No caso de ângulos menores que um ângulo reto, as seguintes identidades são conseqüências diretas das definições acima através da identidade da divisão
{\displaystyle {\frac {a}{b}}={\frac {\left({\frac {a}{h}}\right)}{\left({\frac {b}{h}}\right)}}.}
Elas permanecem válidas para ângulos superiores a 90° e para ângulos negativos.
{\displaystyle \tan(\theta )={\frac {\mathrm {opposite} }{\mathrm {adjacent} }}={\frac {\left({\frac {\mathrm {opposite} }{\mathrm {hypotenuse} }}\right)}{\left({\frac {\mathrm {adjacent} }{\mathrm {hypotenuse} }}\right)}}={\frac {\sin(\theta )}{\cos(\theta )}}}
{\displaystyle \cot(\theta )={\frac {\mathrm {adjacent} }{\mathrm {opposite} }}={\frac {\left({\frac {\mathrm {adjacent} }{\mathrm {adjacent} }}\right)}{\left({\frac {\mathrm {opposite} }{\mathrm {adjacent} }}\right)}}={\frac {1}{\tan(\theta )}}={\frac {\cos(\theta )}{\sin(\theta )}}}
{\displaystyle \sec(\theta )={\frac {1}{\cos(\theta )}}={\frac {\mathrm {hypotenuse} }{\mathrm {adjacent} }}}
{\displaystyle \csc(\theta )={\frac {1}{\sin(\theta )}}={\frac {\mathrm {hypotenuse} }{\mathrm {opposite} }}}
{\displaystyle \tan(\theta )={\frac {\mathrm {opposite} }{\mathrm {adjacent} }}={\frac {\left({\frac {\mathrm {opposite} \times \mathrm {hypotenuse} }{\mathrm {opposite} \times \mathrm {adjacent} }}\right)}{\left({\frac {\mathrm {adjacent} \times \mathrm {hypotenuse} }{\mathrm {opposite} \times \mathrm {adjacent} }}\right)}}={\frac {\left({\frac {\mathrm {hypotenuse} }{\mathrm {adjacent} }}\right)}{\left({\frac {\mathrm {hypotenuse} }{\mathrm {opposite} }}\right)}}={\frac {\sec(\theta )}{\csc(\theta )}}}
Ou
{\displaystyle \tan(\theta )={\frac {\sin(\theta )}{\cos(\theta )}}={\frac {\left({\frac {1}{\csc(\theta )}}\right)}{\left({\frac {1}{\sec(\theta )}}\right)}}={\frac {\left({\frac {\csc(\theta )\sec(\theta )}{\csc(\theta )}}\right)}{\left({\frac {\csc(\theta )\sec(\theta )}{\sec(\theta )}}\right)}}={\frac {\sec(\theta )}{\csc(\theta )}}}
{\displaystyle \cot(\theta )={\frac {\csc(\theta )}{\sec(\theta )}}}

### Identidades de ângulos complementares
Dois ângulos cuja soma é π/2 radianos (90 graus) são complementares. No diagrama, os ângulos nos vértices A e B são complementares, assim podemos intercambiar a e b, mudando θ para π/2 − θ, obtendo:
{\displaystyle \sin \left(\pi /2-\theta \right)=\cos(\theta )}
{\displaystyle \cos \left(\pi /2-\theta \right)=\sin(\theta )}
{\displaystyle \tan \left(\pi /2-\theta \right)=\cot(\theta )}
{\displaystyle \cot \left(\pi /2-\theta \right)=\tan(\theta )}
{\displaystyle \sec \left(\pi /2-\theta \right)=\csc(\theta )}
{\displaystyle \csc \left(\pi /2-\theta \right)=\sec(\theta )}

### Identidades pitagóricas
Identidade 1:
{\displaystyle \sin ^{2}(x)+\cos ^{2}(x)=1}
Os dois resultados a seguir seguem desta e das identidades de proporção. Para obter o primeiro, dividir ambos os lados de {\displaystyle \sin ^{2}(x)+\cos ^{2}(x)=1} por {\displaystyle \cos ^{2}(x)}; para o segundo, dividir por {\displaystyle \sin ^{2}(x)}.
{\displaystyle \tan ^{2}(x)+1\ =\sec ^{2}(x)}
{\displaystyle 1\ +\cot ^{2}(x)=\csc ^{2}(x)}
Similarmente
{\displaystyle 1\ +\cot ^{2}(x)=\csc ^{2}(x)}
{\displaystyle \csc ^{2}(x)-\cot ^{2}(x)=1}
Identidade 2:
A identidade seguinte envolve todas as três funções recíprocas.
{\displaystyle \csc ^{2}(x)+\sec ^{2}(x)-\cot ^{2}(x)=2\ +\tan ^{2}(x)}
Prova 2:
Considerar o diagrama do triângulo acima. Notar que {\displaystyle a^{2}+b^{2}=h^{2}} pelo teorema de Pitágoras.
{\displaystyle \csc ^{2}(x)+\sec ^{2}(x)={\frac {h^{2}}{a^{2}}}+{\frac {h^{2}}{b^{2}}}={\frac {a^{2}+b^{2}}{a^{2}}}+{\frac {a^{2}+b^{2}}{b^{2}}}=2\ +{\frac {b^{2}}{a^{2}}}+{\frac {a^{2}}{b^{2}}}}
Substituindo com funções apropriadas
{\displaystyle 2\ +{\frac {b^{2}}{a^{2}}}+{\frac {a^{2}}{b^{2}}}=2\ +\tan ^{2}(x)+\cot ^{2}(x)}
Rearranjando resulta:
{\displaystyle \csc ^{2}(x)+\sec ^{2}(x)-\cot ^{2}(x)=2\ +\tan ^{2}(x)}

### Identidades de soma de ângulo

#### Seno

Ilustração da fórmula da soma.

Desenhar uma linha horizontal (o eixo x); marcar uma origem O. Desenhar uma linha de O com um ângulo {\displaystyle \alpha } acima da linha horizontal e uma segunda linha com um ângulo {\displaystyle \beta } acima desta; o ângulo entre a segunda linha e o eixo x é {\displaystyle \alpha +\beta }.
Colocar P na linha definida por {\displaystyle \alpha +\beta } a uma distância unitária da origem.
Seja PQ uma linha perpendicular à linha OQ definida pelo ângulo {\displaystyle \alpha }, desenhado a partir do ponto Q nesta linha até o ponto P. {\displaystyle \therefore } OQP é um ângulo reto.
Seja QA uma perpendicular do ponto A no eixo x para Q e seja PB uma perpendicular do ponto B no eixo x até P. {\displaystyle \therefore } OAQ e OBP são ângulos retos.
Desenhar R em PB tal que QR seja paralelo ao eixo x.
Agora o ângulo {\displaystyle RPQ=\alpha } (porque {\displaystyle OQA={\frac {\pi }{2}}-\alpha }, fazendo {\displaystyle RQO=\alpha ,RQP={\frac {\pi }{2}}-\alpha }, e finalmente {\displaystyle RPQ=\alpha })
{\displaystyle RPQ={\tfrac {\pi }{2}}-RQP={\tfrac {\pi }{2}}-({\tfrac {\pi }{2}}-RQO)=RQO=\alpha }
{\displaystyle OP=1}
{\displaystyle PQ=\sin(\beta )}
{\displaystyle OQ=\cos(\beta )}
{\displaystyle {\frac {AQ}{OQ}}=\sin(\alpha )}, então {\displaystyle AQ=\sin(\alpha )\cos(\beta )}
{\displaystyle {\frac {PR}{PQ}}=\cos(\alpha )}, então {\displaystyle PR=\cos(\alpha )\sin(\beta )}
{\displaystyle \sin(\alpha +\beta )=PB=RB+PR=AQ+PR=\sin(\alpha )\cos(\beta )+\cos(\alpha )\sin(\beta )}
Substituindo {\displaystyle -\beta } em lugar de {\displaystyle \beta } e usando simetria resulta
{\displaystyle \sin(\alpha -\beta )=\sin(\alpha )\cos(-\beta )+\cos(\alpha )\sin(-\beta )}
{\displaystyle \sin(\alpha -\beta )=\sin(\alpha )\cos(\beta )-\cos(\alpha )\sin(\beta )}
Outra prova rigorosa, e bem mais simples, pode ser obtida usando a fórmula de Euler, conhecida da análise complexa. A fórmula de Euler estabelece que 
{\displaystyle e^{i\varphi }=\cos(\varphi )+i\sin(\varphi )}
Segue que para ângulos {\displaystyle \alpha } e {\displaystyle \beta } resulta:
{\displaystyle e^{i(\alpha +\beta )}=\cos(\alpha +\beta )+i\sin(\alpha +\beta )}
Também, usando as seguintes propriedades  de funções exponenciais:
{\displaystyle e^{i(\alpha +\beta )}=e^{i\alpha }e^{i\beta }=(\cos(\alpha )+i\sin(\alpha ))(\cos(\beta )+i\sin(\beta ))}
Manipulando o produto:
{\displaystyle e^{i(\alpha +\beta )}=(\cos(\alpha )\cos(\beta )-\sin(\alpha )\sin(\beta ))+i(\sin(\alpha )\cos(\beta )+\sin(\beta )\cos(\alpha ))}
Igualando as partes real e imaginária:
{\displaystyle \cos(\alpha +\beta )=\cos(\alpha )\cos(\beta )-\sin(\alpha )\sin(\beta )}
{\displaystyle \sin(\alpha +\beta )=\sin(\alpha )\cos(\beta )+\sin(\beta )\cos(\alpha )}

#### Cosseno
Observando a figura acima,
{\displaystyle OP=1}
{\displaystyle PQ=\sin(\beta )}
{\displaystyle OQ=\cos(\beta )}
{\displaystyle {\frac {OA}{OQ}}=\cos(\alpha )}, então {\displaystyle OA=\cos(\alpha )\cos(\beta )}
{\displaystyle {\frac {RQ}{PQ}}=\sin(\alpha )}, então {\displaystyle RQ=\sin(\alpha )\sin(\beta )}
{\displaystyle \cos(\alpha +\beta )=OB=OA-BA=OA-RQ=\cos(\alpha )\cos(\beta )\ -\sin(\alpha )\sin(\beta )}
Substituindo {\displaystyle -\beta } por {\displaystyle \beta } e usando simetria é obtido:
{\displaystyle \cos(\alpha -\beta )=\cos(\alpha )\cos(-\beta )-\sin(\alpha )\sin(-\beta ),}
{\displaystyle \cos(\alpha -\beta )=\cos(\alpha )\cos(\beta )+\sin(\alpha )\sin(\beta )}
Usando as fórmulas para ângulos complementares,
{\displaystyle {\begin{aligned}\cos(\alpha +\beta )&=\sin \left(\pi /2-(\alpha +\beta )\right)\\&=\sin \left((\pi /2-\alpha )-\beta \right)\\&=\sin \left(\pi /2-\alpha \right)\cos(\beta )-\cos \left(\pi /2-\alpha \right)\sin(\beta )\\&=\cos(\alpha )\cos(\beta )-\sin(\alpha )\sin(\beta )\\\end{aligned}}}

#### Tangente e cotangente
Das fórmulas para seno e cosseno resulta
{\displaystyle \tan(\alpha +\beta )={\frac {\sin(\alpha +\beta )}{\cos(\alpha +\beta )}}={\frac {\sin(\alpha )\cos(\beta )+\cos(\alpha )\sin(\beta )}{\cos(\alpha )\cos(\beta )-\sin(\alpha )\sin(\beta )}}}
Dividindo numerador e denominador por {\displaystyle \cos(\alpha )\cos(\beta )}, resulta
{\displaystyle \tan(\alpha +\beta )={\frac {\tan(\alpha )+\tan(\beta )}{1-\tan(\alpha )\tan(\beta )}}}
Subtraindo {\displaystyle \beta } de {\displaystyle \alpha }, usando {\displaystyle \tan(-\beta )=-\tan(\beta )},
{\displaystyle \tan(\alpha -\beta )={\frac {\tan(\alpha )+\tan(-\beta )}{1-\tan(\alpha )\tan(-\beta )}}={\frac {\tan(\alpha )-\tan(\beta )}{1+\tan(\alpha )\tan(\beta )}}}
Similarmente, das fórmulas para seno e cosseno resulta
{\displaystyle \cot(\alpha +\beta )={\frac {\cos(\alpha +\beta )}{\sin(\alpha +\beta )}}={\frac {\cos(\alpha )\cos(\beta )-\sin(\alpha )\sin(\beta )}{\sin(\alpha )\cos(\beta )+\cos(\alpha )\sin(\beta )}}}
Dividindo então numerador e denominador por {\displaystyle \sin(\alpha )\sin(\beta )}, resulta
{\displaystyle \cot(\alpha +\beta )={\frac {\cot(\alpha )\cot(\beta )-1}{\cot(\alpha )+\cot(\beta )}}}
Ou, usando {\displaystyle \cot(\theta )={\frac {1}{\tan(\theta )}}},
{\displaystyle \cot(\alpha +\beta )={\frac {1-\tan(\alpha )\tan(\beta )}{\tan(\alpha )+\tan(\beta )}}={\frac {{\frac {1}{\tan(\alpha )\tan(\beta )}}-1}{{\frac {1}{\tan(\alpha )}}+{\frac {1}{\tan(\beta )}}}}={\frac {\cot(\alpha )\cot(\beta )-1}{\cot(\alpha )+\cot(\beta )}}}
Usando {\displaystyle \cot(-\beta )=-\cot(\beta )},
{\displaystyle \cot(\alpha -\beta )={\frac {\cot(\alpha )\cot(-\beta )-1}{\cot(\alpha )+\cot(-\beta )}}={\frac {\cot(\alpha )\cot(\beta )+1}{\cot(\beta )-\cot(\alpha )}}}

### Identidades de ângulo duplo
Das identidades para soma de ângulos resulta
{\displaystyle \sin(2\theta )=2\sin(\theta )\cos(\theta )}
e
{\displaystyle \cos(2\theta )=\cos ^{2}(\theta )-\sin ^{2}(\theta )}
As identidades pitagóricas dão as duas formas alternativas para a último destes:
{\displaystyle \cos(2\theta )=2\cos ^{2}(\theta )-1}
{\displaystyle \cos(2\theta )=1-2\sin ^{2}(\theta )}
As identidades de soma dos ângulos também fornecem
{\displaystyle \tan(2\theta )={\frac {2\tan(\theta )}{1-\tan ^{2}\theta }}={\frac {2}{\cot(\theta )-\tan(\theta )}}}
{\displaystyle \cot(2\theta )={\frac {\cot ^{2}\theta -1}{2\cot(\theta )}}={\frac {\cot(\theta )-\tan(\theta )}{2}}}
Também pode ser provado usando a fórmula de Euler
{\displaystyle e^{i\varphi }=\cos(\varphi )+i\sin(\varphi )}
Elevando ambos os lados ao quadrado
{\displaystyle e^{i2\varphi }=(\cos(\varphi )+i\sin(\varphi ))^{2}}
Substituindo o ângulo pela sua versão dupla, que fornece o mesmo resultado no lado esquerdo da equação, resulta
{\displaystyle e^{i2\varphi }=\cos(2\varphi )+i\sin(2\varphi )}
Segue que
{\displaystyle (\cos(\varphi )+i\sin(\varphi ))^{2}=\cos(2\varphi )+i\sin(2\varphi )}.
Expandindo o quadrado e simplificando no lado esquerdo da equação resulta
{\displaystyle i(2\sin(\varphi )\cos(\varphi ))+\cos ^{2}(\varphi )-\sin ^{2}(\varphi )\ =\cos(2\varphi )+i\sin(2\varphi )}.
Como as partes real e imaginária da equação devem ser iguais, resulta
{\displaystyle \cos ^{2}(\varphi )-\sin ^{2}(\varphi )\ =\cos(2\varphi )},
e
{\displaystyle 2\sin(\varphi )\cos(\varphi )=\sin(2\varphi )}.

### Identidades do ângulo metade
As duas identidades que fornecem as formas alternativas para cos(2θ) levam às seguintes equações:
{\displaystyle \cos \left({\frac {\theta }{2}}\right)=\pm \,{\sqrt {\frac {1+\cos(\theta )}{2}}},}
{\displaystyle \sin \left({\frac {\theta }{2}}\right)=\pm \,{\sqrt {\frac {1-\cos(\theta )}{2}}}.}
O sinal da raiz quadrada deve ser escolhido adequadamente—notar que se 2π é adicionado a θ, as quantidades na raiz quadrada não são alteradas, mas os lados esquerdos das equações mudam de sinal. Assim, o sinal correto a usar depende do valor de θ.
Para a função tangente a equação é:
{\displaystyle \tan \left({\frac {\theta }{2}}\right)=\pm \,{\sqrt {\frac {1-\cos(\theta )}{1+\cos(\theta )}}}.}
Multiplicando então o numerador e o denominador dentro da raiz quadrada por (1 + cos(θ)) e usando identidades pitagóricas leva a
{\displaystyle \tan \left({\frac {\theta }{2}}\right)={\frac {\sin(\theta )}{1+\cos(\theta )}}.}
Além disso, se o numerador e o denominador forem ambos multiplicados por (1 - cos(θ)), o resultado é
{\displaystyle \tan \left({\frac {\theta }{2}}\right)={\frac {1-\cos(\theta )}{\sin(\theta )}}.}
Isso também fornece
{\displaystyle \tan \left({\frac {\theta }{2}}\right)=\csc(\theta )-\cot(\theta ).}
Manipulações similares para a função cot fornecem
{\displaystyle \cot \left({\frac {\theta }{2}}\right)=\pm \,{\sqrt {\frac {1+\cos(\theta )}{1-\cos(\theta )}}}={\frac {1+\cos(\theta )}{\sin(\theta )}}={\frac {\sin(\theta )}{1-\cos(\theta )}}=\csc(\theta )+\cot(\theta ).}

### Diversos - a identidade da tripla tangente
Se {\displaystyle \psi +\theta +\phi =\pi =} meia circunferência (por exemplo, {\displaystyle \psi }, {\displaystyle \theta } e {\displaystyle \phi } são os ângulos de um triângulo),
{\displaystyle \tan(\psi )+\tan(\theta )+\tan(\phi )=\tan(\psi )\tan(\theta )\tan(\phi ).}
Prova:
{\displaystyle {\begin{aligned}\psi &=\pi -\theta -\phi \\\tan(\psi )&=\tan(\pi -\theta -\phi )\\&=-\tan(\theta +\phi )\\&={\frac {-\tan(\theta )-\tan(\phi )}{1-\tan(\theta )\tan(\phi )}}\\&={\frac {\tan(\theta )+\tan(\phi )}{\tan(\theta )\tan(\phi )-1}}\\(\tan(\theta )\tan(\phi )-1)\tan(\psi )&=\tan(\theta )+\tan(\phi )\\\tan(\psi )\tan(\theta )\tan(\phi )-\tan(\psi )&=\tan(\theta )+\tan(\phi )\\\tan(\psi )\tan(\theta )\tan(\phi )&=\tan(\psi )+\tan(\theta )+\tan(\phi )\\\end{aligned}}}

### Diversos - a identidade da tripla cotangente
Se {\displaystyle \psi +\theta +\phi ={\tfrac {\pi }{2}}=} um quarto de circunferência,
{\displaystyle \cot(\psi )+\cot(\theta )+\cot(\phi )=\cot(\psi )\cot(\theta )\cot(\phi )}.
Prova:
Substituir cada um dos {\displaystyle \psi }, {\displaystyle \theta } e {\displaystyle \phi } com seus ângulos complementares, então as cotangentes se transformam em tangentes e vice-versa.
Dado
{\displaystyle \psi +\theta +\phi ={\tfrac {\pi }{2}}}
{\displaystyle \therefore ({\tfrac {\pi }{2}}-\psi )+({\tfrac {\pi }{2}}-\theta )+({\tfrac {\pi }{2}}-\phi )={\tfrac {3\pi }{2}}-(\psi +\theta +\phi )={\tfrac {3\pi }{2}}-{\tfrac {\pi }{2}}=\pi }
então o resultado segue da identidade da tripla tangente.

### Identidades soma para produto
- {\displaystyle \sin(\theta )\pm \cos(\phi )=2\sin \left({\frac {\theta \pm \phi }{2}}\right)\cos \left({\frac {\theta \mp \phi }{2}}\right)}
- {\displaystyle \cos(\theta )+\cos(\phi )=2\cos \left({\frac {\theta +\phi }{2}}\right)\cos \left({\frac {\theta -\phi }{2}}\right)}
- {\displaystyle \cos(\theta )-\cos(\phi )=-2\sin \left({\frac {\theta +\phi }{2}}\right)\sin \left({\frac {\theta -\phi }{2}}\right)}

#### Prova de identidades senoidais
Iniciar com as identidades da soma de ângulos
{\displaystyle \sin(\alpha +\beta )=\sin(\alpha )\cos(\beta )+\cos(\alpha )\sin(\beta )}
{\displaystyle \sin(\alpha -\beta )=\sin(\alpha )\cos(\beta )-\cos(\alpha )\sin(\beta )}
Adicionando ambas resulta
{\displaystyle \sin(\alpha +\beta )+\sin(\alpha -\beta )=\sin(\alpha )\cos(\beta )+\cos(\alpha )\sin(\beta )+\sin(\alpha )\cos(\beta )-\cos(\alpha )\sin(\beta )=2\sin(\alpha )\cos(\beta )}
Similarmente, subtraindo as duas identidades de soma de ângulos
{\displaystyle \sin(\alpha +\beta )-\sin(\alpha -\beta )=\sin(\alpha )\cos(\beta )+\cos(\alpha )\sin(\beta )-\sin(\alpha )\cos(\beta )+\cos(\alpha )\sin(\beta )=2\cos(\alpha )\sin(\beta )}
Sejam {\displaystyle \alpha +\beta =\theta } e {\displaystyle \alpha -\beta =\phi },
{\displaystyle \therefore \alpha ={\frac {\theta +\phi }{2}}} e {\displaystyle \beta ={\frac {\theta -\phi }{2}}}
Substituindo {\displaystyle \theta } e {\displaystyle \phi }
{\displaystyle \sin(\theta )+\cos(\phi )=2\sin \left({\frac {\theta +\phi }{2}}\right)\cos \left({\frac {\theta -\phi }{2}}\right)}
{\displaystyle \sin(\theta )-\cos(\phi )=2\cos \left({\frac {\theta +\phi }{2}}\right)\sin \left({\frac {\theta -\phi }{2}}\right)=2\sin \left({\frac {\theta -\phi }{2}}\right)\cos \left({\frac {\theta +\phi }{2}}\right)}
Portanto,
{\displaystyle \sin(\theta )\pm \cos(\phi )=2\sin \left({\frac {\theta \pm \phi }{2}}\right)\cos \left({\frac {\theta \mp \phi }{2}}\right)}

#### Prova de identidades cossenoidais
Similarmente para cossenos, começando com as identidades de soma de ângulos
{\displaystyle \cos(\alpha +\beta )=\cos(\alpha )\cos(\beta )\ -\sin(\alpha )\sin(\beta )}
{\displaystyle \cos(\alpha -\beta )=\cos(\alpha )\cos(\beta )+\sin(\alpha )\sin(\beta )}
Novamente, adicionando e subtraindo
{\displaystyle \cos(\alpha +\beta )+\cos(\alpha -\beta )=\cos(\alpha )\cos(\beta )\ -\sin(\alpha )\sin(\beta )+\cos(\alpha )\cos(\beta )+\sin(\alpha )\sin(\beta )=2\cos(\alpha )\cos(\beta )}
{\displaystyle \cos(\alpha +\beta )-\cos(\alpha -\beta )=\cos(\alpha )\cos(\beta )\ -\sin(\alpha )\sin(\beta )-\cos(\alpha )\cos(\beta )-\sin(\alpha )\sin(\beta )=-2\sin(\alpha )\sin(\beta )}
Substituindo {\displaystyle \theta } e {\displaystyle \phi } como antes
{\displaystyle \cos(\theta )+\cos(\phi )=2\cos \left({\frac {\theta +\phi }{2}}\right)\cos \left({\frac {\theta -\phi }{2}}\right)}
{\displaystyle \cos(\theta )-\cos(\phi )=-2\sin \left({\frac {\theta +\phi }{2}}\right)\sin \left({\frac {\theta -\phi }{2}}\right)}

### Desigualdades

Ilustração das desigualdades seno e tangente.

A figura na direita mostra um setor de um círculo com raio 1. O setor é θ/(2π) de todo o círculo, portanto sua área é θ/2. É assumido que θ < π/2.
{\displaystyle OA=OD=1}
{\displaystyle AB=\sin(\theta )}
{\displaystyle CD=\tan(\theta )}
A área do triângulo OAD é AB/2, ou sin(θ)/2. A área do triângulo OCD é CD/2, oo tan(θ)/2.
Como o triângulo OAD está completamente dentro do setor, que por sua vez fica completamente dentro do triângulo OCD, temos
{\displaystyle \sin(\theta )<\theta <\tan(\theta ).}
Este argumento geométrico baseia-se nas definições de comprimento do arco e área, que atuam como premissas, portanto é mais uma condição imposta na construção de funções trigonométricas do que uma propriedade comprovável. Para a função seno podemos lidar com outros valores. Se θ > π/2, então θ > 1. Mas sin θ ≤ 1 (por causa da identidade pitagórica), então sin θ < θ. Temos então
{\displaystyle {\frac {\sin(\theta )}{\theta }}<1\ \ \ \mathrm {if} \ \ \ 0<\theta .}
Para valores negativos de θ temos, pela simetria da função seno
{\displaystyle {\frac {\sin(\theta )}{\theta }}={\frac {\sin(-\theta )}{-\theta }}<1.}
Então
{\displaystyle {\frac {\sin(\theta )}{\theta }}<1\quad {\text{se }}\quad \theta \neq 0,}
e
{\displaystyle {\frac {\tan(\theta )}{\theta }}>1\quad {\text{se }}\quad 0<\theta <{\frac {\pi }{2}}.}

## Identidades envolvendo cálculo

### Preliminares
{\displaystyle \lim _{\theta \to 0}{\sin(\theta )}=0}
{\displaystyle \lim _{\theta \to 0}{\cos(\theta )}=1}

### Identidade da razão seno e ângulo
{\displaystyle \lim _{\theta \to 0}{\frac {\sin(\theta )}{\theta }}=1.}
Em outras palavras, a função seno é diferenciável em 0, e sua derivada é 1.
Prova: Das desigualdades prévias temos, para ângulos pequenos,
{\displaystyle \sin(\theta )<\theta <\tan(\theta )},
e portanto
{\displaystyle {\frac {\sin(\theta )}{\theta }}<1<{\frac {\tan(\theta )}{\theta }}},
e consideremos a desigualdade do lado direito. Como
{\displaystyle \tan(\theta )={\frac {\sin(\theta )}{\cos(\theta )}}}
{\displaystyle \therefore 1<{\frac {\sin(\theta )}{\theta \cos(\theta )}}.}
Multiplicando por {\displaystyle \cos(\theta )}
{\displaystyle \cos(\theta )<{\frac {\sin(\theta )}{\theta }}.}
Combinando com a desigualdade do lado esquerdo:
{\displaystyle \cos(\theta )<{\frac {\sin(\theta )}{\theta }}<1.}
Tomando {\displaystyle \cos(\theta )} no limite {\displaystyle \theta \to 0}
{\displaystyle \lim _{\theta \to 0}{\cos(\theta )}=1.}
Portanto,
{\displaystyle \lim _{\theta \to 0}{\frac {\sin(\theta )}{\theta }}=1}

### Identidade da razão cosseno e ângulo
{\displaystyle \lim _{\theta \to 0}{\frac {1-\cos(\theta )}{\theta }}=0}
Prova:
{\displaystyle {\begin{aligned}{\frac {1-\cos(\theta )}{\theta }}&={\frac {1-\cos ^{2}(\theta )}{\theta (1+\cos(\theta ))}}\\&={\frac {\sin ^{2}(\theta )}{\theta (1+\cos(\theta ))}}\\&=\left({\frac {\sin(\theta )}{\theta }}\right)\times \sin(\theta )\times \left({\frac {1}{1+\cos(\theta )}}\right)\\\end{aligned}}}
Os limites destas três quantidades são 1, 0 e 1/2, então o limite resultante é zero.

### Identidade da razão cosseno e quadrado do ângulo
{\displaystyle \lim _{\theta \to 0}{\frac {1-\cos(\theta )}{\theta ^{2}}}={\frac {1}{2}}}
Prova:
Como na prova precedente,
{\displaystyle {\frac {1-\cos(\theta )}{\theta ^{2}}}={\frac {\sin(\theta )}{\theta }}\times {\frac {\sin(\theta )}{\theta }}\times {\frac {1}{1+\cos(\theta )}}.}
Os limites destas três quantidades são 1, 1 e 1/2, então o limite resultante é 1/2.

### Prova de composições de funções trigonométricas e trigonométricas inversas
Todas estas funções seguem da identidade trigonométrica pitagórica. Podemos provar por exemplo a função
{\displaystyle \sin[\arctan(x)]={\frac {x}{\sqrt {1+x^{2}}}}}
Prova:
Partindo de
{\displaystyle \sin ^{2}(\theta )+\cos ^{2}(\theta )=1}
dividimos esta equação por {\displaystyle \cos ^{2}(\theta )}
{\displaystyle \cos ^{2}(\theta )={\frac {1}{\tan ^{2}(\theta )+1}}.}
Então usando a substituição {\displaystyle \theta =\arctan(x)}, e também usando a identidade trigonométrica pitagórica:
{\displaystyle 1-\sin ^{2}[\arctan(x)]={\frac {1}{\tan ^{2}[\arctan(x)]+1}}.}
Então usando a identidade {\displaystyle \tan[\arctan(x)]\equiv x}
{\displaystyle \sin[\arctan(x)]={\frac {x}{\sqrt {x^{2}+1}}}.}